# 岡部信彦
岡部 信彦（おかべ のぶひこ、1946年- ）は、日本の医師・医学者（小児科学）・国際公務員。学位は医学士（東京慈恵会医科大学医学部・1971年）。
川崎市健康安全研究所・所長。厚生労働省新型コロナウイルス感染症対策アドバイザリーボード・構成員。新型インフルエンザ等対策閣僚会議新型インフルエンザ等対策有識者会議・会長代理 兼 新型コロナウイルス感染症対策分科会・委員。内閣官房参与（感染症対策担当）。

## 概要
東京慈恵会医科大学附属病院研修医、帝京大学医学部助手、神奈川県立厚木病院小児科医師、東京都立北療育園小児科医師、ヴァンダービルト大学医学部研究員、国立小児病院感染科医員、神奈川県立衛生看護専門学校附属病院小児科部長、世界保健機関西太平洋地域事務局伝染性疾患予防対策課課長、東京慈恵会医科大学医学部助教授、国立感染症研究所感染症情報センターセンター長、日本ワクチン学会理事長などを歴任した。
2019年の新型コロナウイルス感染症の流行にともない、新型コロナウイルス感染症対策本部の下に新設された新型コロナウイルス感染症対策専門家会議の構成員を務めた。また、新型インフルエンザ等対策閣僚会議の下で新型インフルエンザ等対策有識者会議の会長代理を務めており、基本的対処方針等諮問委員会の委員長代理も兼務していたことから、新型コロナウイルスに対する緊急事態宣言の妥当性について新型インフルエンザ等対策特別措置法に基づき審議した。

## 略歴

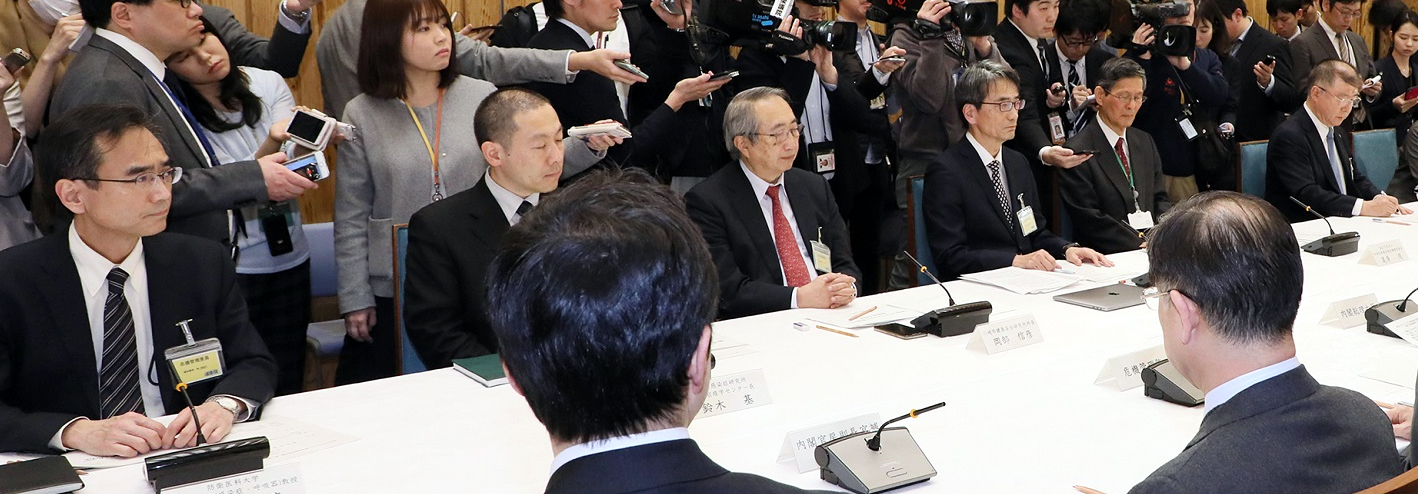
2020年2月16日、新型コロナウイルス感染症対策本部新型コロナウイルス感染症対策専門家会議の会合にて川名明彦（左端）、鈴木基（左から2人目）、脇田隆字（右から3人目）、尾身茂（右から2人目）、釜萢敏（右端）らと

- 1971年 - 東京慈恵会医科大学医学部卒業[4]。
- 1978年 - ヴァンダービルト大学医学部研究員。
- 1991年 - 世界保健機関西太平洋地域事務局伝染性疾患予防対策課課長。
- 1995年 - 東京慈恵会医科大学医学部助教授。
- 1997年 - 国立感染症研究所感染症情報センター室長。
- 2000年 - 国立感染症研究所感染症情報センターセンター長。
- 2013年 - 川崎市健康安全研究所所長。新型インフルエンザ等対策閣僚会議新型インフルエンザ等対策有識者会議会長代理[5]。
- 2020年
  - 厚生労働省新型コロナウイルス感染症対策アドバイザリーボード構成員。
  - 新型コロナウイルス感染症対策本部新型コロナウイルス感染症対策専門家会議構成員。
  - 新型インフルエンザ等対策閣僚会議新型インフルエンザ等対策有識者会議新型コロナウイルス感染症対策分科会委員[6]。
  - 内閣官房参与（感染症対策担当）[2]

## 著作
- 『一般病院・診療所における危機的感染症への対応』ユニオンエース、2002年2月。
- 『ペット感染症が危ない! : あなたと動物を守る正しい知識』PHP研究所、2002年10月。
- 『ササッとわかる感染症』講談社〈図解大安心シリーズ : 見やすい・すぐわかる〉、2007年5月。
- 『かぜとインフルエンザ : 知って防ごう : 鼻かぜから新型インフルエンザまで』少年写真新聞社〈ビジュアル版 新体と健康シリーズ〉、2008年11月。
- 『かぜと新型インフルエンザの基礎知識 : 知って防ごう』少年写真新聞社、2009年11月。
- 『学校保健安全法に沿った感染症 : 乳幼児から高校生まで』少年写真新聞社〈写真を見ながら学べるビジュアル版 新健康教育シリーズ〉、2014年4月。
- 『みんなが受けよう予防接種』少年写真新聞社〈写真を見ながら学べるビジュアル版 新健康教育シリーズ〉、2015年3月。
- 『学校保健安全法に沿った感染症 : 乳幼児から高校生まで』少年写真新聞社〈写真を見ながら学べるビジュアル版 新健康教育シリーズ〉、2017年3月。

### 註釈
1. ↑  岡部が委員長代理を務める基本的対処方針等諮問委員会は、新型インフルエンザ等対策閣僚会議の新型インフルエンザ等対策有識者会議の下に設置されている組織である。新型インフルエンザ等対策特別措置法に基づく緊急事態宣言の是非等を審議する組織であり、新型インフルエンザだけでなく新型コロナウイルスに対する緊急事態宣言も所管している。新型コロナウイルス感染症対策本部の新型コロナウイルス感染症対策専門家会議の下に設置されている組織ではない。